# Lijst van voetbalinterlands Antigua en Barbuda - Barbados
Deze lijst van voetbalinterlands is een overzicht van alle officiële voetbalwedstrijden tussen de nationale teams van Antigua en Barbuda en Barbados. De landen speelden tot op heden acht keer tegen elkaar. De eerste ontmoeting was een kwalificatiewedstrijd voor de Caribbean Cup 1990 op 29 april 1990 in Bridgetown. Het laatste duel, een groepswedstrijd tijdens de CONCACAF Nations League 2022/23, vond plaats in Saint John's op 26 maart 2023.

## Wedstrijden
| № | Plaats         | Datum             | Competitie                      | Wedstrijd                     | Uitslag |
| - | -------------- | ----------------- | ------------------------------- | ----------------------------- | ------- |
| 1 | Bridgetown     | 29 april 1990     | Caribbean Cup 1990 kwalificatie | Barbados − Antigua en Barbuda | 1 − 0   |
| 2 | Pointe-à-Pitre | 10 maart 1999     | Caribbean Cup 1999 kwalificatie | Antigua en Barbuda − Barbados | 0 − 2   |
| 3 | Bridgetown     | 29 februari 2000  | Vriendschappelijk               | Barbados − Antigua en Barbuda | 2 − 2   |
| 4 | Bridgetown     | 6 februari 2005   | Vriendschappelijk               | Barbados − Antigua en Barbuda | 3 − 2   |
| 5 | Saint John's   | 22 september 2006 | Caribbean Cup 2007 kwalificatie | Antigua en Barbuda − Barbados | 1 − 3   |
| 6 | Bridgetown     | 13 januari 2008   | Vriendschappelijk               | Barbados − Antigua en Barbuda | 3 − 2   |
| 7 | Gros Islet     | 2 juni 2022       | CONCACAF Nations League 2022/23 | Barbados − Antigua en Barbuda | 0 − 1   |
| 8 | Saint John's   | 26 maart 2023     | CONCACAF Nations League 2022/23 | Antigua en Barbuda − Barbados | 1 − 2   |

## Samenvatting
| Competitie                 | Totaal gespeeld | Winst Antig. en Barb. | Gelijk | Winst Barbados | Doelsaldo Antig. en Barb. – Barbados |
| -------------------------- | --------------- | --------------------- | ------ | -------------- | ------------------------------------ |
| CONCACAF Nations League    | 2               | 1                     | 0      | 1              | 2 − 2                                |
| Caribbean Cup-kwalificatie | 3               | 0                     | 0      | 3              | 1 − 6                                |
| Vriendschappelijk          | 3               | 0                     | 1      | 2              | 6 − 8                                |
| Totaal                     | 8               | 1                     | 1      | 6              | 9 − 16                               |

Wedstrijden bepaald door strafschoppen worden, in lijn met de FIFA, als een gelijkspel gerekend.